# Pietro Bordino
Pietro Bordino byl italský závodní jezdec narozený v Turíně 22. listopadu 1887 a zemřel při tréninku na závod Grand Prix v Alessandrii dne 15. dubna 1928. Pietro Bordino byl spolu s Felicem Nazzarem, Giuseppem Camparim a Antoniem Ascarim jedním z nejúspěšnějších italských jezdců 20. let 20. století. Byl proslulý svou rychlostí a odvahou, znal jen jednu rychlost – plyn na podlaze. Italským tiskem a fanoušky byl přezdívaný jako „Diavolo Rosso“ („Červený ďábel“), neboť největších úspěchů dosáhl s červenými vozy Fiat.

## Mládí
Jako syn zaměstnance (hlídač) v továrně Fiatu strávil svá raná léta v továrně, nejprve jako učeň později dostal práci mechanika. Na počátku 20. století se stal ve věku 15 let pomocným mechanikem závodníka Vincenza Lancii. Od roku 1904 se stal mechanikem i Felice Nazzara. V Gordon Bennett Cupu 1905 byl jezdeckým mechanikem V. Lancii na voze Fiat (16320 cm³, pohon řetězem, výkon 75 kW/100 k). V roce 1906 byl mechanikem i v Coppa D'Oro (Zlatý pohár), 11-etapové soutěže po dobu 10 dnů, kde byl jedním ze dvou jezdeckých mechaniků F. Nazzara. Na Velké ceně Francie 1908 v Dieppe a také na italském Coppa Florio byl mechanikem V. Lancii. S týmem Fiatu odcestoval i do USA. V Savannah (Grand Prize of the Automobile Club of America, 26. listopadu 1908) jel Pietro jako spolujezdec závod s o 5 let starším Italo-američanem Ralphem de Palmou (vítěz Indy 500 v roce 1915, Vanderbilt Cup 1912 a 1914) a po nejrychlejším kole měli našlápnuto na dobrý výsledek, ale problémy s autem je odsunuly až na deváté místo.

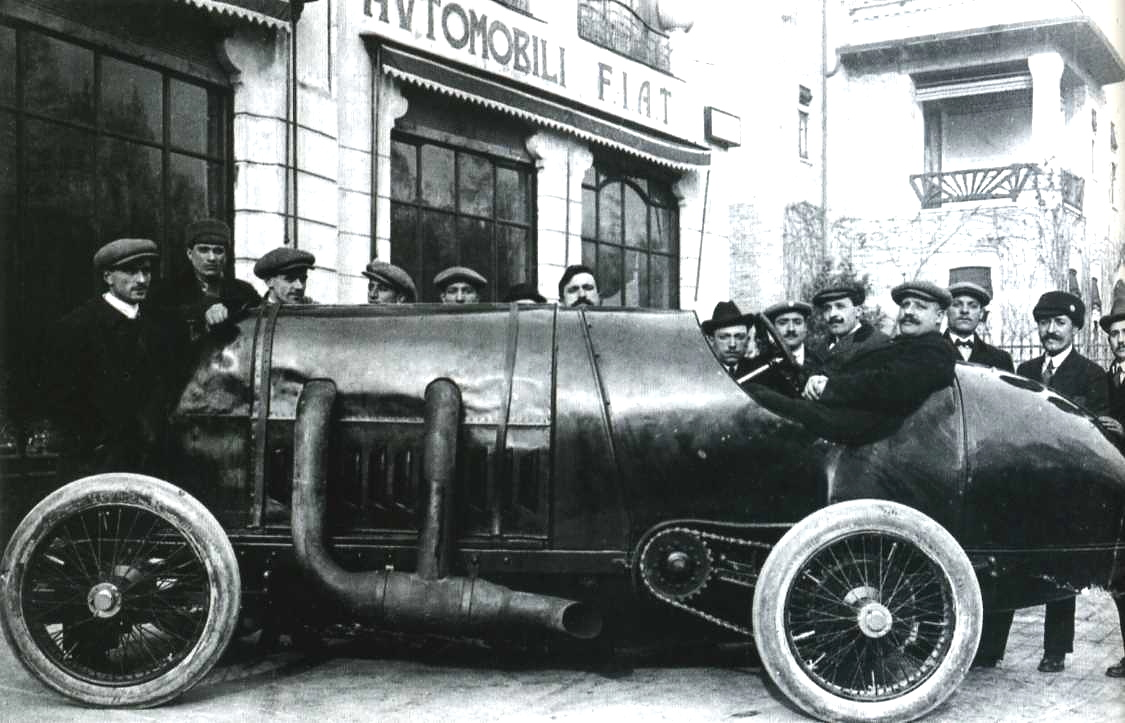
Fiat S76 Record v továrně Fiat (1911)

V Evropě vítězně debutoval na Fiatu v závodě do vrchu Course de Côte à Château-Thierry u Remeše ve Francii, kde 18. října 1908 vyhrál svoji kategorii. Celkovým vítězem tohoto závodu se stal vítěz ze Zbraslavi (1908) Carl Jörns na Opelu. V roce 1910 vyhrál rychlostní zkoušku na 1 míli v Modeně. V roce 1911 vstoupil do závodů Grand Prix, stal se továrním řidičem u Fiatu. V tomto roce dostal šanci jezdit s monstrózním vozem Fiat S76 Record (motor určený pro vzducholodě o zdvihovém objemu 28 353 cm³ a o výkonu až 225 kW/300 k). S tímto vozem v Brooklands zaútočil na několik rekordů – z auta na 1 míli dostal v té době fantastických 198,5 km/h. V roce 1913 se přestoupil na vozy Lancia, kterou Vincenzo Lancia založil už v roce 1906. V tomto roce (1913) skončil na voze Lancia osmý v Targa Florio. První světová válka přerušila jeho závodní aktivity. Po skončení války pokračoval v roce 1919 v kariéře krátce jako motocyklový závodník (na Motosacoche 500 cm³ a Harley-Davidson 1100 cm³). V roce 1921 se vrátil k závodům automobilů jako tovární jezdec Fiatu.

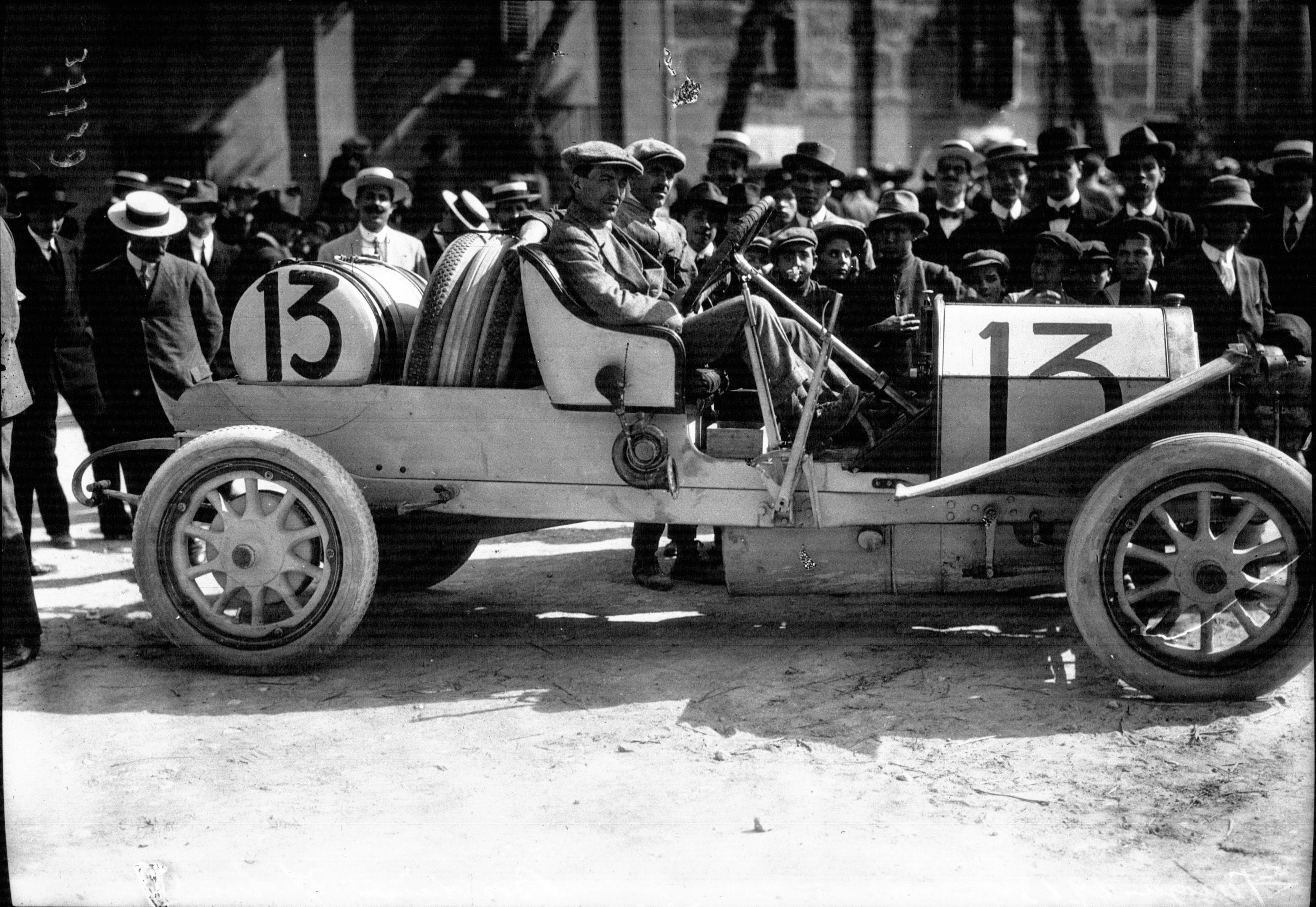
Pietro Bordino na voze Lancia, Targa Florio (1913)

## Závodní kariéra
- 1921

Prvním startem pro něj byla účast na Targa Florio 29. května 1921 (4 kola po 108 km = 432 km). Startoval s vozem Fiat 801 se čtyřválcovým motorem Fiat 401 o objemu válců 3,0 l. První vůz odstartoval do závodu v 5:30 h ráno, na Bordina se dostalo až 7:18 h a vyjel se startovním číslem 37. Nedojel však do cíle, protože mu odešel už v prvním kole motor jeho vozu kvůli spáleným drátům magneta. Byl přihlášen se stejným vozem k Velké ceně Francie do Le Mans (Circuit de la Sarthe), ale tam nepřicestoval. V září 1921 startoval s třílitrovým osmiválcem Fiat 802 (výkon 90 kW/120 k při 4600 ot/min) v premiérové Velké ceně Itálie na okruhu Fascia d´Oro (Montichieri) blízko Brescie a prokázal svůj obrovský potenciál. Zajel nejrychlejší kolo závodu v 12. kole v čase 6:54,2 min průměrnou rychlostí 150,4 km/h. Do cíle se však nedostal, ze závodu ho v 16. kole ze 30 vyřadily problémy s ojnicí. Odstoupení domácího Bordina přineslo více než 100 000 diváků velké zklamání, protože přes polovinu závodu jezdil v čele. Pro výhru si dojel Jules Goux s třílitrovým Ballotem.
- 1922

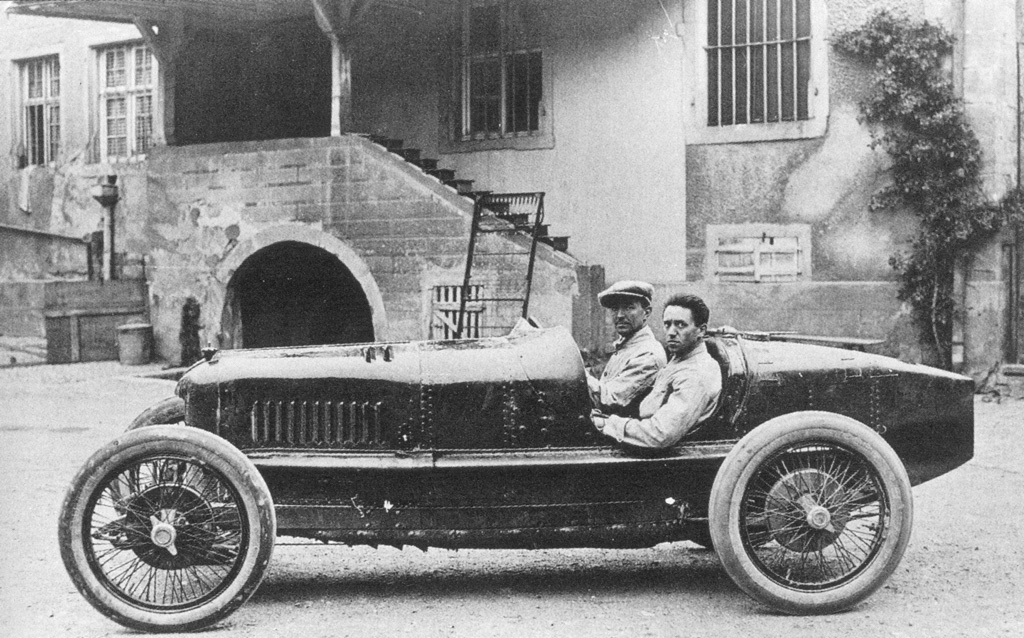
Grand Prix Francie 1922 - Pietro Bordino (Fiat 804)

Na jaře 1922 závodil v USA v národním šampionátu Americké automobilové asociace AAA s třílitrovým Fiatem. Účastnil se závodů na šesti kalifornských oválech. Na Beverly Hills 250 (26. února) odstoupil po kontaktu s bariérou po problémech s motorem avšak bez zranění, v závodě na 50 mil skončil čtvrtý, potom vyhrál 3. dubna jednu ze 4 rozjížděk na 25 mil (vše v Beverly Hills). Na autodromu Fresno Speedway v závodě na 150 mil skončil pátý. V květnu vyhrál Cotati 50 (severně od San Francisca), ale v následujícím závodě na 100 mil tamtéž po problémech s motorem skončil na 9. místě. Do slavného závodu 500 mil Indianapolis (30. května 1922) již nenastoupil a odjel zpátky do Evropy. Přesto ze 6 startů vytěžil 2 vítězství a 2 pódiová umístění.

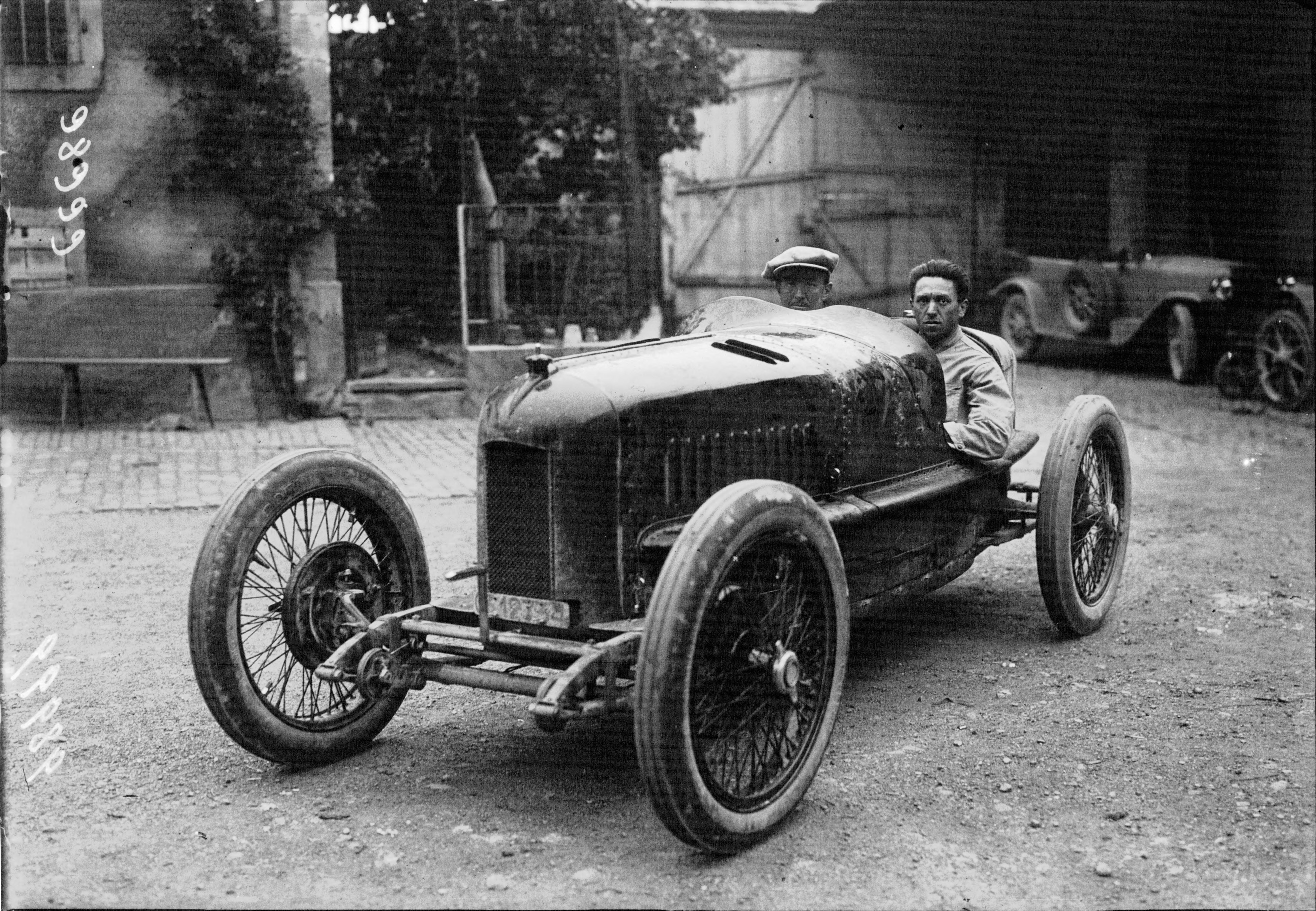
Pietro Bordino v roce 1922(Grand Prix Francie)

Pro období let 1922-1925 vypsala asociace AIACR (budoucí FIA) nové podmínky pro stavbu vozů Grand Prix. Objem motoru byl stanoven na max. 2,0 litry, minimální nezatížená hmotnost musela být alespoň 650 kg a minimální šířka karoserie byla 80 cm. Záď vozu nesměla přesahovat střed zadní nápravy o více než 150 cm. Hmotnost jezdce a jeho mechanika musela být minimálně 120 kg. Oprava vozu a doplňování paliva během závodu a veškeré práce v boxech byly omezeny pouze na jezdce a mechanika. Pro tuto specifikaci byl speciálně navržen Fiat 804 s motorem Fiat 404. Během dvou hlavních událostí sezóny Grand Prix (závody vypsané pro 2-litrové formule), kterých se Fiat 804 zúčastnil a které se konaly v sezóně 1922, ukázal Fiat 804 svou nadřazenost. Závody mezinárodní 2-litrové formule Grand Prix uspořádaly pouze národní autokluby Francie a Itálie.
Prvním startem byla účast 3 vozů Fiat 804 ve Velké ceně Francie (Štrasburk, 60 kol/802,8 km, Grand Prix de l'Automobile club de France). Na start se v sobotu 15. července ve Fiatech 804 postavili veterán Felice Nazzaro, Pietro Bordino a Biagio Nazzaro (všichni z Itálie). Podle Národních listů byla taktika Fiatu stanovena tak, že Felice Nazzaro pojede co nejvíce vpředu a další členové týmu Bordino a Biagio Nazzaro ho nesmí předjet, nýbrž měli se řídit jeho tempem. Kdyby však někdo Felice Nazzara předjel, měli oba jezdci týmu nasadit ostré tempo, při němž je naděje, že konkurenční vůz nevydrží a odpadne. V závodě startovalo 18 jezdců, seřazeni na startovním roštu podle startovních čísel. První dvě kola vedl Felice Nazzaro s Cerignanem (Fiat, st. č. 4) a druhý byl Friederich s Rohfritschem (Bugatti Type 30, st. č. 5). Bordino, příliš nedbaje na stanovenou taktiku Fiat, zrychloval své tempo a ze 4. místa v 3. kole poskočil na druhé, předstihnuv i svého krajana, matadora F. Nazzara. Bordino s mechanikem Brunem v pekelném tempu byl první od 4. do 14. kola, když odstoupilo šest vozů. V čele závodu jezdily všechny 3 Fiaty. Nazzaro vedl další dvě kola potom, co v 15. kole Bordino měnil svíčky, tankoval a doplnil olej. Bordino opět vedl od 17. do 29. kola, když v závodě zbývalo jen deset vozů. Nazzaro byl první od 30. do 32. kola a Bordino od 33. do 49. kola, přičemž v boji zbývalo jen šest vozů. Felice Nazzaro se v 50. kole ujal vedení a vyhrál závod za 6:17:17,0 h v průměrné rychlosti 127,7 km/h o téměř hodinu před Španělem Pierrem de Vizcayavou (spolujezdec Étienne) a o více než hodinu a půl před Francouzem Pierrem Marcem (spolujezdec Berger) na Bugatti T 30. Do cíle dojely jen tři posádky. Nazzaro tak zopakoval svoje vítězství z roku 1907. Nejrychlejší kolo zajel Pietro Bordino v 52. kole za 5:43 min, což znamenalo průměrnou rychlost 140,4 km/h. Bordino však odpadl 59. kole (20 km před cílem) pro havárii. V 51. kole závodu smrtelně havaroval Biagio Nazarro, synovec vítěze. Biagiu Nazzarovi se asi půl míle od vlásenky v Entzheimu v rychlosti kolem 140 km/h utrhlo zadní kolo. Auto se dostalo do vývrtky a narazilo do stromu. Jezdec i mechanik Felice Germano byli vážně zraněni a převezeni do štrasburské nemocnice, kde Biagio Nazzaro krátce po příjezdu zemřel. Spolujezdec Germano utrpěl lehké zranění. Felice Nazzaro se o Biagiově nehodě dozvěděl až poté, co vyhrál Grand Prix.

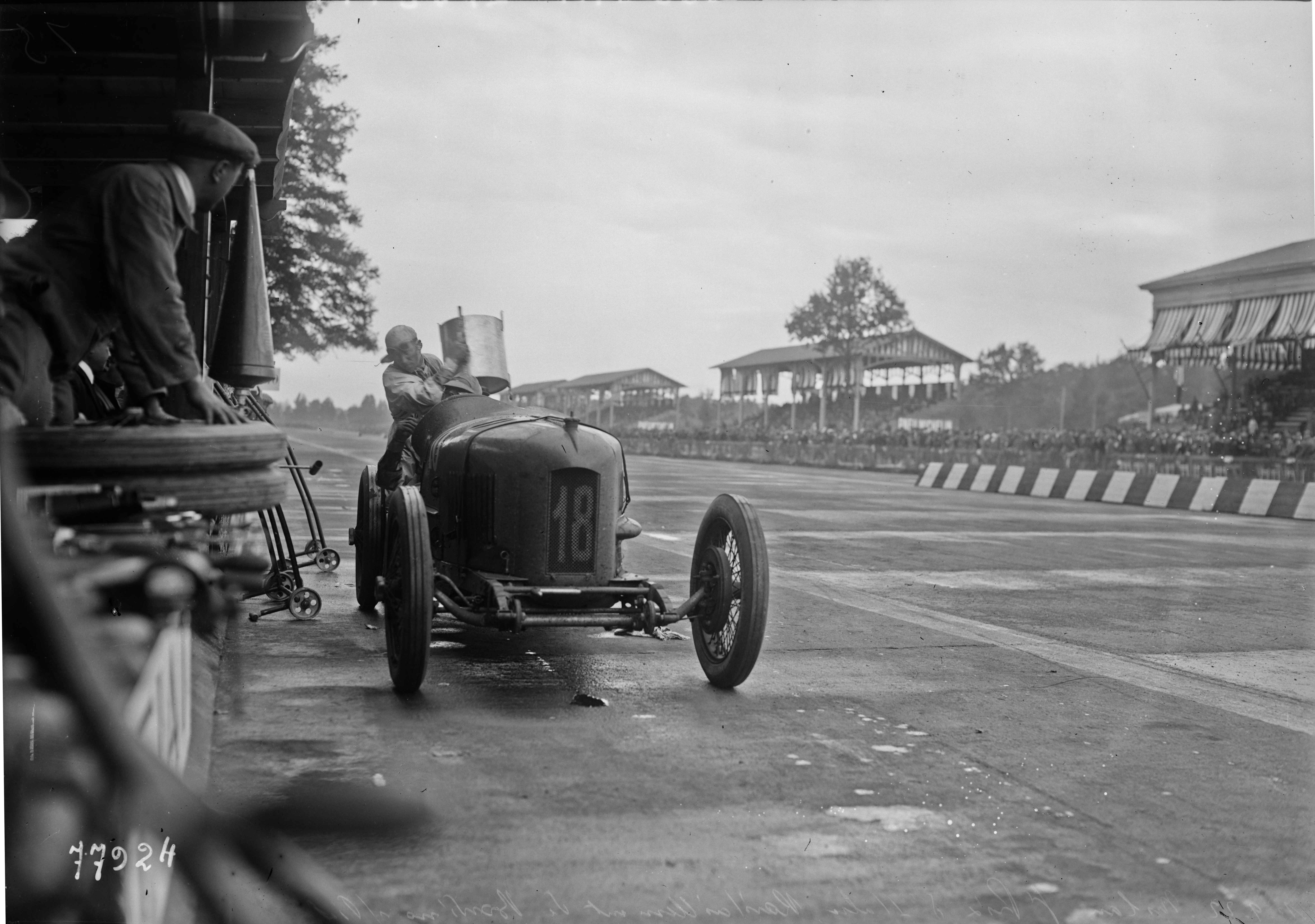
Pietro Bordino při doplňování paliva při italské Grand Prix (1922)

Po Velké ceně Francie se soustředil zájem celého automobilového světa k závodu o Velkou cenu Itálie, pořádaném v Monze u Milána ve dnech 3. až 10. září 1922. Nový okruh v Monze byl slavnostně otevřen ve čtvrtek 31. srpna. Neoficiálně byl otestován již 20. srpna objetím jednoho kola ekipou 5 závodních vozů Fiat, které řídili Nazzaro, Bordino, Salamano, Giaccone a Lampiano. Tento podnik měl být vlastně rozšířenou reprízou té nejvýznačnější události automobilistické, jakou je Grand Prix de France. Zájem nejširších vrstev byl zvyšován ještě tou okolností, že francouzskému průmyslu se skýtala možnost oplatit porážku, kterou ve Štrasburku od Fiata utržil, jakož i tím, že poprvé od skončení války se měly střetnout ve velkém závodě průmysl dohodový, reprezentovaný Francií (Talbot/Darracq, Bugatti, Rolland-Pilain, Ballot a Delage), Itálií (Diatto, Fiat, Bianchi) a Anglií (Sunbeam), s průmyslem německým (Benz, Heim, Mercedes) a rakouským (Austro-Daimler). Závod byl uspořádán na nové, velkolepé závodní dráze, vybudované nákladem 11 milionů lir v bývalém královském parku Monza nedaleko Milána. Autodrom umožňoval už tehdy dosažení rychlosti až 180 km/hod. Hlavní závod se uskutečnil 10. září 1922. Původně bylo přihlášeno 39 závodních vozů, což slibovalo skvělou akci. Stalo se to ale úplně jinak, než se čekalo. Na startu se objevily pouze 3 vozy Fiat, 2 Diatto, 1 Bugatti a 2 Heim. Vítězství tak měl od začátku nejrychlejší Fiat 804 v kapse. Německé vozy Benz a Mercedes nemohly být dokončeny včas kvůli 3-měsíční stávce kovodělníků v Německu. Anglický Sunbeam se v Monze ani neobjevil a Ital Bianchi svoji účast stáhl. Ráno v den závodu se Ettore Bugatti rozhodl se svými vozy nestartovat, protože nabyl dojmu, že nový okruh v Monze je příliš nebezpečný a že neměl pro závod k dispozici ty správné pneumatiky. Komisaři odložili start o půl hodiny s tím, že Fiat zapůjčil kola a pneumatiky Bugatti. Pierre de Vizcaya (Bugatti Type 30) odstartoval do závodu, aniž by byl a auto připraveny na závod. De Vizcaya neměl totiž ani závodní overal (pouze pláštěnku). V samotném, deštivém závodě na 80 kol na okruhu dlouhém 10 km (800 km) zvítězil Pietro Bordino v čase 5:45:13 h před Felicem Nazzarem (oba Fiat). Na třetím místě dojel Pierre de Vizcaya na Bugatti. Nejrychlejší kolo zajel Pietro Bordino (Fiat) v 51. kole za 4:05 min při rychlosti 146,9 km/h. Vítězný Bordino dosáhl průměrné rychlosti 139,9 km/h.
Závodní týden na Monze začal již 3. září a Pietro Bordino na Fiatu 501S zde vyhrál Velkou cenu Voiturette (600 km, objem válců max. 1500 cm³) v čase 4:28:38 h a v průměrné rychlosti 134,0 km/h. Fiaty obsadily v závodě prvá čtyři místa. Bordino byl potom na ramenou nadšených diváků odnesen před čestnou tribunu, aby přijal blahopřání italského ministerského předsedy Luigiho Facty. Následující týden zvítězil ve velkém stylu i ve Velké ceně Itálie. Za vítězství Bordino inkasoval 100 000 lir a za nejrychlejší kolo v závodě zvláštní cenu italského ministerstva průmyslu.
- 1923

V tomto roce neměl Bordino úspěšnou sezonu. Startoval jen ve dvou velkých cenách, ve Francii 2. července a v Itálii na Monze 9. září. Italský závod se jel současně jako Velká cena Evropy. Oba závody absolvoval s novým vozem Fiat 805, který měl osmiválcový motor 1976 cm³ (ø 68x87,5 mm) a navíc byl vybaven kompresorem, s nímž dosahoval výkonu 98 kW/130 k (Wittig), resp. 113 kW/150 k (Roots).

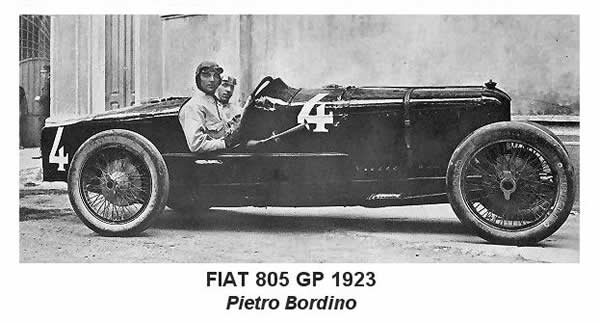
Pietro Bordino, Fiat 805 (1923)

Po startu ve Francii (Tours, 799,05 km/35 kol) se hlavní bitva odehrávala mezi Bordinem (Fiat) a Guinnessem (Sunbeam). Vozy se seřadily do dvoustupů asi 800 m před startovní čarou. Potom se celé procesí 17 vozů vedené motocyklistou dalo do pohybu. V okamžiku, kdy motocyklista dojel ke startovní metě a vybočil z dráhy, vyrazilo za ohlušujícího burácení motorů celé pole vozů v mračnech kouře a prachu vpřed. Bordino jezdil v čele od startu do konce 8. kola. Bordino byl pro závod určen jako obětní beránek, jeho cílem bylo uštvat konkurenci i za cenu vyřazení svého vozu a zvýhodnit kolegu Carla Salamana. Skutečně odstoupil ale pro závadu kompresoru Wittig, který nasával za jízdy prach a drobné kamínky, což bylo příčinou jeho poruchy. V závodě zvítězil Henry Segrave na Sunbeamu v čase 6:35:19,6 h před Albertem Divem na stejném typu, třetí skončil v premiéře vozu Bugatti Type 32 Ernest Friedrich. Ani jeden z Fiatů 805 nedojel do cíle (Carlo Salamano, Enrico Giaccone, Pietro Bordino). Po slibném začátku to byla zdrcující porážka Fiatu. Od Velké ceny Francie v roce 1906 to bylo poprvé, kdy byla maximální rychlost měřena elektrickým Fluxmetrem na vzdálenosti 150 metrů. Nejrychlejší v tomto testu byl Bordino, kterému naměřili 198 km/h.
Pro Velkou cenu Evropy na Monze byl do vozu Fiat 805 namontován nový kompresor Roots. Testování tohoto vozu v srpnu 1923 se však skončilo tragédií. Tým Fiatu přišel o Enrica Giacconea (měl startovat na Monze s druhým vozem), když jako spolujezdec Bordina 26. srpna zemřel. K nehodě došlo tak, že v Monze při testování vozu těsně na začátku severní zatáčky oválné dráhy, 50 metrů předtím, než závodní trať na mostě přetnula silniční okruh, přední náprava vozu náhle povolila a ulomilo se u pravého kola uchycení. V rychlosti 170 km/h se tříkolový vůz několikrát převrátil a vzplál. Bordino, který byl stejně jako Giaccone vyhozen z auta, mohl vstát s pohmožděninami a zraněným levým zápěstím. Také se uvádí, že měl i zlomenou pažní kost. Nešťastný Giaccone utrpěl frakturu lebeční kosti a měl vážně pohmožděný hrudník. Giaccone zemřel na cestě do nemocnice v Monze. Do závodu nahradil Giacconeho 42letý matador Felice Nazzaro. Bordino odstartoval do závodu z první řady, na konci prvního kola byl Bordino ve vedení s náskokem 21 sekund před svými týmovými kolegy z Fiatu Nazzarem a Salamanem. Až do poloviny závodu jezdil Bordino v čele. Po 42. kole (krátce po polovině závodu) zastavil Bordino v boxech na doplnění paliva. Stěžoval si na bolest v levé ruce. Bordino po natankování držel třetí místo až do 46. kola, kdy opět zastavil v boxech kvůli nesnesitelné bolesti levé ruky. Celý závod totiž Bordino jezdil s obvázanou paží - mechanik řadil a Bordino řídil jednou rukou. Poté, co se Bordino trochu vzpamatoval, pokusil se znovu nastartovat, ale byl přesvědčen, aby ze závodu odstoupil. V závodě zvítězil Carlo Salamano před Felicem Nazzarem, oba na Fiatech 805. Velká cena Evropy v Monze byla prvním závodem, v němž poprvé, a to velmi přesvědčivě, zvítězil vůz s kompresorem.
- 1924

V roce 1924 dojel s vozem Fiat 803 (řadový čtyřválec Fiat 403A 1,5 l) celkově třetí v Targa Florio (432 km/4 kola po 108 km, 27. dubna) a vyhrál třídu do 1500 cm³. Původně dojel sice na 4. místě za Antoniem Ascarim na Alfa Romeo RLTF24, ale ten byl následně diskvalifikován pro přijetí cizí pomoci. Pro pokračování závodu o další kolo (Coppa Florio) totálně vyčerpaného Bordina vystřídal Nazzaro. Ten však záhy havaroval a závod nedokončil. Převrátil vůz a ten skončil v příkopu u osady Cerda. Během půl hodiny se Nazzaro vrátil pěšky do boxů pouze s lehkým zraněním na rameni.
Na následující Grand Prix d´Europe, která se 3. srpna současně jela jako GP Francie v Lyonu (35 kol/810,1 km) startoval s Fiatem 805/motor 405 (osmiválcový motor o zdvihovém objemu 1968 cm³ při vrtání ø 60 a zdvihu 87 mm) s kompresorem Roots. Po startu z 12. místa na roštu se propracovával vpřed a po 10. kole jezdil v čele. Se slábnoucími brzdami musel však v 12. kole přepustit vedení Antoniu Ascarimu na Alfě Romeo P2. Bordino, který díky 50-minutové zastávce v boxech, zaostával o více než hodinu za vedoucím Ascarim, odstoupil v 18. kole. Po více než 7 hodinách však závod nevyhrál Ascari ale Giuseppe Campari na Alfa Romeo P2 před Albertem Divem na Delage 2LCV. Bordino měl ještě startovat na Grand Prix Itálie 7. září, ale ta byla na poslední chvíli zrušena, když více než polovina startovního pole (mj. Mercedes a Fiat), nebyla připravena ke startu. Velká cena Itálie byla odložena na 19. října, ale to se již Bordino připravoval na cestu do Ameriky. Fiat 3. října oznámil, že se Monzy vůbec nezúčastní, protože přihlášený Bordino odcestoval do Ameriky.
Tam měl startovat 29. října na dráze v Culver City, ale závod se uskutečnil až 14. prosince. Pro tento závod byla karoserie typu 805 s motorem 405 změněna dle amerických zvyklostí na monopost. V samotném závodě skončil Bordino osmém místě. Přítomnost hlavního inženýra Fiatu, Francisca Rossa, možná pomohla Pietru Bordinovi zvítězit v kvalifikaci na tento závod v průměrné rychlosti 131,6 mph (211,8 km/h). V národním šampionátu AAA obsadil Bordino celkově 19. místo s 15 body.
- 1925

V roce 1925, v posledním roce platnosti formule 2 l, se uskutečnilo první Mistrovství světa konstruktérů Grand Prix. Fiat se však tohoto mistrovství vlastně nezúčastnil, protože jediným startem vozu Fiat v mistrovství byla účast Bordina (ovšem na soukromém, nikoli továrním stroji) 30. května na oválu ve "staré cihelně" v Indianapolis. Vůz ujel celou závodní vzdálenost 200 kol a obsadil 10. místo. Bylo to však s pomocí francouzského spolujezdce Antoina Mourreho, který převzal řízení poté, co si Bordino zranil ruku a musel do nemocnice. Na jaře 1925 závodil Bordino na dalších dvou závodech AAA. V závodě na Culver City Speedway na 250 mil obsadil 6. místo a na Charlotte 250 dojel na 9. místě. Tyto výsledky mu stačily v šampionátu AAA na dělené, celkově 17. místo se 46 body.
- 1926-7

Pro roky 1926-7 byla asociací AIACR vypsána nová formule stanovující zdvihový objem motoru na 1,5 l, přičemž minimální hmotnostní limit činil 600 kg a zůstala povinná dvě sedadla v kokpitu s minimální šířkou 80 cm. Fiat nestačil svůj vůz připravit hned pro rok 1926, ale až pro rok 1927 a to ještě pro samý závěr sezony. Nepříliš odzkoušený Fiat 806 (1,5 l, dvanáctiválec 2x6 válců, 2 paralelní bloky, výkon 128 kW/170 k při 6000 ot/min, maximální rychlost až 240 km/h) však 4. září při Gran Premio Milana (na Monze) zvítězil. Tento závod se jel ve stejný den jako doprovodný závod evropské Grand Prix. Cena Milána se jela na tak zvaném A-okruhu, což byla kombinace ze dvou tratí v celkové délce okruhu 10 km: 4,5 km dlouhého oválu (dvě 1070 m dlouhé rovinky a dvě klopené zatáčky) a 5,5 km dlouhá silniční trat, podobná té, na které se v Monze jezdí dnes. Bordino v prudkém dešti předvedl úchvatnou jízdu a diváci s nadšením sledovali jeho dlouhé smyky v zatáčkách. Poradil si se všemi soupeři a vyhrál o jednačtyřicet vteřin před Giuseppem Camparim za volantem Alfy Romeo P2. 

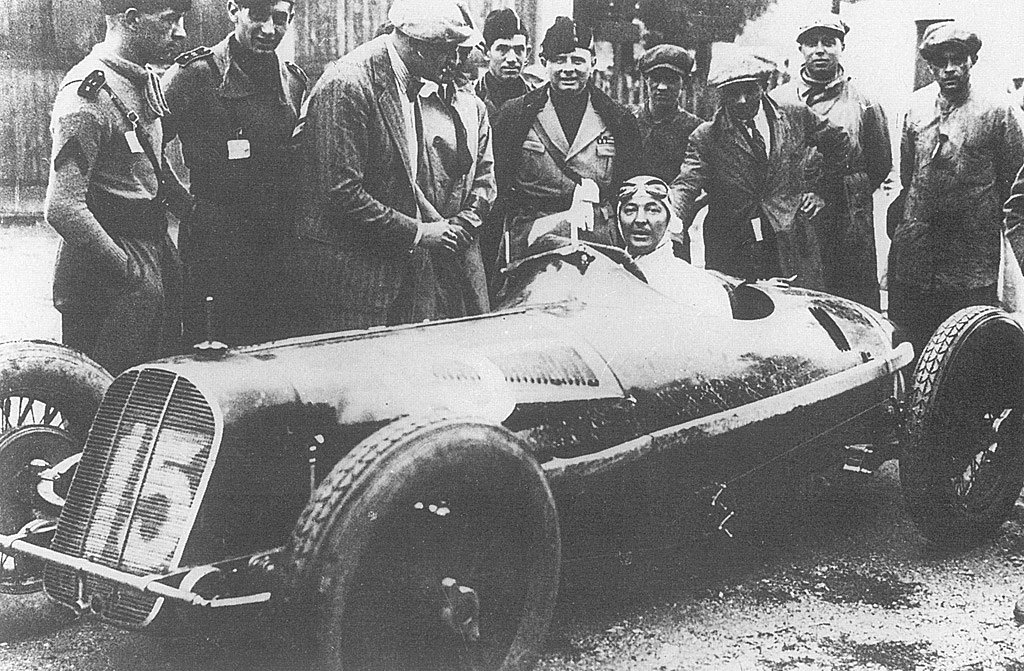
Pietro Bordino po vítězství s Fiatem 806 na Grand Prix Milána (1927)

Fiat ještě podal přihlášky na Grand Prix Evropy/Grand Prix Itálie (Monza) a na Velkou cenu Velké Británie (Brooklands, 1. října). Přestože Bordino trénoval na Monze s novým Fiatem a dosáhl průměrné rychlosti na kolo 168 km/h, turínská továrna svou přihlášku na Velkou cenu Evropy, která se odjela rovněž 4. září, stáhla. Důvodem bylo, že nebylo možné dokončit žádné další vozy a startovat v tak těžkém závodě pouze s jedním vozem by bylo příliš velké riziko. V Anglii tři Fiaty pro Nazzara, Bordina a Salamana byly továrnou staženy týden před závodem s důvodem, že tovární mechanici museli připravit letecké motory Fiat pro hydroplány na Schneider Trophy a v důsledku toho nemohli závodní vozy dokončit. Návrat Fiatu tak ale netrval dlouho a vedení týmu se rozhodlo nepokračovat v oficiální účasti na podnicích Grand Prix. Konec závodní činnosti Fiatu po vítězství v Monze byl značně překvapivý. Bylo to však na přímý pokyn generálního ředitele Fiatu, senátora Giovanni Agnelliho.
- 1928

Pro období 1928-33 byla asociací AIACR vypsána tzv. volná formule bez omezení objemu motoru. Vozy však musely vážit mezi 550 a 750 kg. Minimální vzdálenost závodu Grand Prix byla stanovena 600 km. Vzhledem k tomu, že Fiat ze závodů odstoupil, Bordino pro rok 1928 přešel na vozy Bugatti.
Ve volném závodě na Circuito di Pozzo u Verony (25. března, 25 kol x 12,342 km = 308,6 km) Bordino odstartoval s Bugatti T35B velmi dobře. Po 1. kole projel kolem tribuny na prvním místě a zajel kolo za 5:50 min rychlostí 123,587 km/h. Těsně ho následoval Nuvolari na Bugatti T35C, s asi půlminutovým náskokem na Alverà a Bona. Ale ve druhém kole se Nuvolarimu podařilo předjet Bordina. Ve třetím kole došlo k překvapení, když skončil souboj Nuvolari-Bordino. Poté, co Nuvolari projel cílem vysokou rychlostí, krátce nato Bordino pomalu dorazil do boxů a rukama signalizoval, že jeho pravé zadní kolo je prázdné. Měla to být rychlá zastávka v jeho boxu, aby vyměnil pneumatiku, ale ztratil asi 7 minut, což bylo více než kolo. Navíc se připojily problémy s brýlemi (závod se jel za nepřetržitého deště), které se mu špinily blátem a musel je několikrát měnit. Bordino dokončil své desáté kolo (to jezdil na 8.-9. místě), pomalu dojel k cílové metě a odstoupil s prohlášením, že nemá šanci na vítězství, protože má stále problémy s viditelností kvůli blátu a dešti.
Druhým jeho startem byla účast na závodě Mille Miglia (1000 mil, 31. března-1. dubna) na sportovním voze Bugatti T43. Celou Mille Miglia se toho roku pral s problémy s brzdami a auto se spolujezdcem M. De Gioanninim dokázal dostat jen na těžko uspokojivé 7.místo ve třídě a 16. celkově. Dalším jeho startem měl být závod na okruhu Circuito di Alessandria 22. dubna.

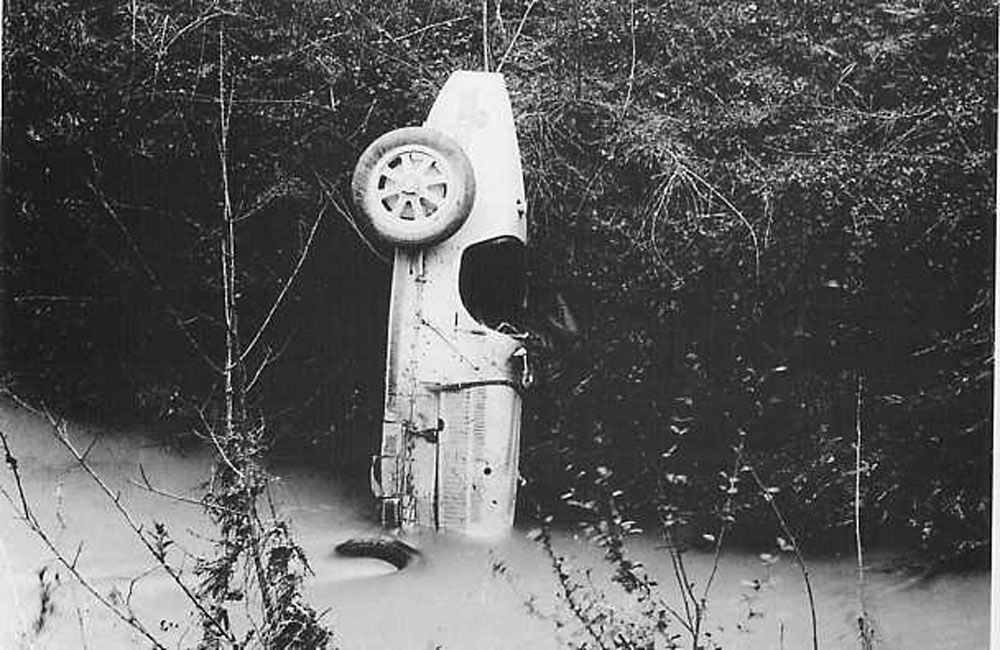
Havárie Pietra Bordina (15. dubna 1928)

## Smrtelná havárie
Pietro Bordino a jeho mechanik Giovanni Lasagna (jeho jméno se zmiňuje i ve verzích Giovanni Lasagni nebo Pietro Lasagni) havarovali 15. dubna 1928 během tréninku na závod v Alessandrii, který se konal následující týden. Bordino jel rychlostí asi 70 km/h, když pod jeho Bugatti T35B vběhl velký pes a zasekl mechanismus řízení. Navzdory zoufalým pokusům Bordino ztratil kontrolu nad vozem, který pak vyletěl ze silnice a spadl roklí do jednoho z hlubokých přítokových kanálů řeky Tanaro, která vedla podél trati. Během pádu byl Bordino vymrštěn ze sedadla a zraněného ho strhl říční proud (jiný zdroj uvádí, že zůstal uvězněn pod vozem). Má se za to, že se utopil. Byl nalezen bez známek života, zatímco jeho mechanik, který zůstal uvězněn v autě, krátce poté zemřel na následky masivního poranění hlavy a hrudníku.
Pietro Bordino byl pohřben na hřbitově Cimitero Monumentale di Torino ve svém rodném městě. Na náhrobním kameni je však uvedeno datum úmrtí 16. dubna 1928. V důsledku tragédie, týden po jeho smrtelné nehodě, byl závod po něm nazván „Circuito di Alessandria - Gran Premio Pietro Bordino“ (Alessandrijský okruh - Velká cena Pietra Bordina). Vítězem se v roce 1928 stal Tazio Nuvolari na Bugatti T35C. Okruh v Alessandrii se v této dispozici (na veřejné silnici) používal až do roku 1930. V roce 1931 byl nahrazen kratším silničním okruhem. Závody se zde jezdily až do roku 1934, když poslední ročník Velké ceny Pietra Bordina vyhrál Achille Varzi na Alfa Romeo Tipo B/P3. Na jeho paměť Veteran Car Club Pietra Bordina z Alessandrie (zal. 1983) pořádá Pietro Bordino Grand Prix. V květnu 2023 se již konal 31. ročník.